# 防衛の柱作戦
防衛の柱作戦（ぼうえいのはしらさくせん、ヘブライ語: עַמּוּד עָנָן‎, ʿAmúd ʿAnán,原文は「雲の柱」）は、2012年11月14日から21日までパレスチナ自治区ガザで実施されたイスラエル軍の作戦名。ガザ地区からイスラエル南部へのロケット弾攻撃が激化したことを受け実施された。イスラエル軍は、作戦初期段階で、過去に対イスラエル・テロ攻撃を指揮したガザのハマースの軍事部門責任者アフマド・ジャアバリーを殺害した。作戦の公式目標はガザ地区からの無差別ロケット弾攻撃を阻止し、武装勢力の戦闘能力を弱めることであった。
イスラエル政府は、この作戦はガザの武装勢力によるロケット弾攻撃とイスラエル・ガザの境界線付近のイスラエル兵への攻撃を受けて始まったと強調した。ガザを実効支配するハマース政府は、攻撃を先に開始したとの見方を否定し、イスラエルによるガザ封鎖とヨルダン川西岸および東エルサレムの占領から市民を守る権利を主張。ハマースの副外相は「ガザが安全でなければイスラエルの都市も安全ではありえない」と語った。
イスラエル軍は、ロケット弾発射台、密輸用トンネル、指令部、武器製造所、貯蔵用建物など、ガザの1500か所以上の軍事施設を標的とすると表明した。パレスチナ情報筋によると民家が攻撃され、ガザの保健省は、11月23日時点でパレスチナ人167人が死亡したと発表した。パレスチナ人8人がイスラエルに協力したとの容疑でハマース軍事部門のカッサーム部隊に集団処刑された。
カッサーム隊と過激派武装勢力のイスラーム聖戦はジャアバリー暗殺は「地獄への扉を開いた」と宣言し、イスラエルの都市や町に対するロケット攻撃をさらに激化させた。
パレスチナ武装勢力は、イラン製ファジル5、ロシア製グラッド、手製カッサームなどのロケット弾および迫撃弾、計1456発を、イスラエルのリション・レジオン、ベエルシェバ、アシュドッド、アシュケロンなどの人口密集地に打ち込んだ。テルアビブは1991年の湾岸戦争以来のロケット弾の被害を受け、エルサレムもロケット弾の標的となった。ロケット弾攻撃でイスラエル民間人4人が死亡（うち3人はキリヤト・マラチの自宅をロケット弾が直撃）、さらにイスラエル兵2人と多数のパレスチナ人民間人が死亡した。11月19日時点で252人以上のイスラエル人がロケット弾攻撃で負傷しました。イスラエルの「アイアンドーム」ミサイル防衛システムは421発のロケット弾を迎撃する一方、142発がガザ地区に、875発が無人地帯に、58発がイスラエル都市部に着弾した。テルアビブで発生したバスへの爆弾攻撃では20人以上が負傷、ハマースは攻撃を「祝福」した。
米国、英国、カナダ、ドイツ、その他の西側諸国はイスラエルの自衛権を支持し、（要確認）イスラエルに対するパレスチナのロケット弾攻撃を非難した。イラン、エジプト、トルコ、その他のアラブ、イスラム諸国はイスラエルの作戦を非難した。国連安全保障理事会はこの問題で緊急理事会を開催したが結論には至らなかった。11月2日、エジプト仲介によるハマースとイスラエルの数日間の交渉を受けて、停戦が宣言される。イスラエル、ハマースの双方が勝利を宣言した。イスラエルはハマースのロケット弾発射能力を破壊したと主張する一方、ハマースは、「今回の勝利により（イスラエルによる）ガザ侵攻の選択肢は未来永劫なくなった」と宣言し、イランとエジプトの支援に感謝を表明した。

## 背景
現在の紛争形態は、イスラム主義組織ハマースが2006年1月のパレスチナ立法評議会選挙で勝利して以来続いている。2007年6月にはPLO（パレスチナ解放機構）主流派ファタハとハマスの内紛が勃発し、ハマースが「先制攻撃」と称する事実上のクーデターでガザ地区の実効支配を確立した。これに対抗してイスラエルとエジプトは同年6月、ガザとの陸の境界線を封鎖しガザの経済的・人道的状況は悪化した。赤十字はイスラエルのガザ封鎖は国際人道法に照らして違法と主張し、国連報告書の1つも封鎖は違法と表明したが、国連の法律調査は、封鎖は合法で適切との結論を下した。
米国、欧州連合、カナダ、日本政府からテロ組織に指定されているパレスチナのイスラム主義組織ハマースは、1988年からイスラエルの殲滅を主張した。ロシア、トルコ、ノルウェーは、ハマースをテロ組織に指定していない。